# منتخب كينيا تحت 19 سنة للكريكت
منتخب كينيا تحت 19 سنة للكريكت هو ممثل كينيا الرسمي في المنافسات الدولية في الكريكت
.